# ジョージア国会公報
ジョージア国会公報（ジョージアこっかいこうほう、グルジア語: საქართველოს საკანონმდებლო მაცნე、グルジア語ラテン翻字: sakartvelos sakanonmdeblo matsne）は、ジョージア法務省が発行する公報、あるいは発行を行う組織体。1998年創設。
この公報は2010年まで紙媒体で発行されていたが、2011年以降は公式ウェブサイト matsne.gov.ge での電子媒体による発行に切り替わった。このサイトにおいて、ジョージアの行政機関が承認したあらゆる法律、政令、省令その他の命令、国際条約、司法判決、各自治体の条例や公文書などを公開している。
利用者は公式ウェブサイトでアカウントを登録することにより、取り扱いしやすいフォーマットで閲覧することが可能となる。また法令のあらゆる改正について、定期的なリリースで確認することもできる。